# 6822 Horálek
A 6822 Horálek (ideiglenes jelöléssel (6822) 1986 UO) a Naprendszer kisbolygóövében található aszteroida. Zdenka Vávrová fedezte fel 1986. október 28-án.